# Wilhelm Horborch
Wilhelm Horborch (lateinisch Guillelmus Horborch; † 1384 in Rom) war ein deutscher Kanonist.

## Leben und Wirken

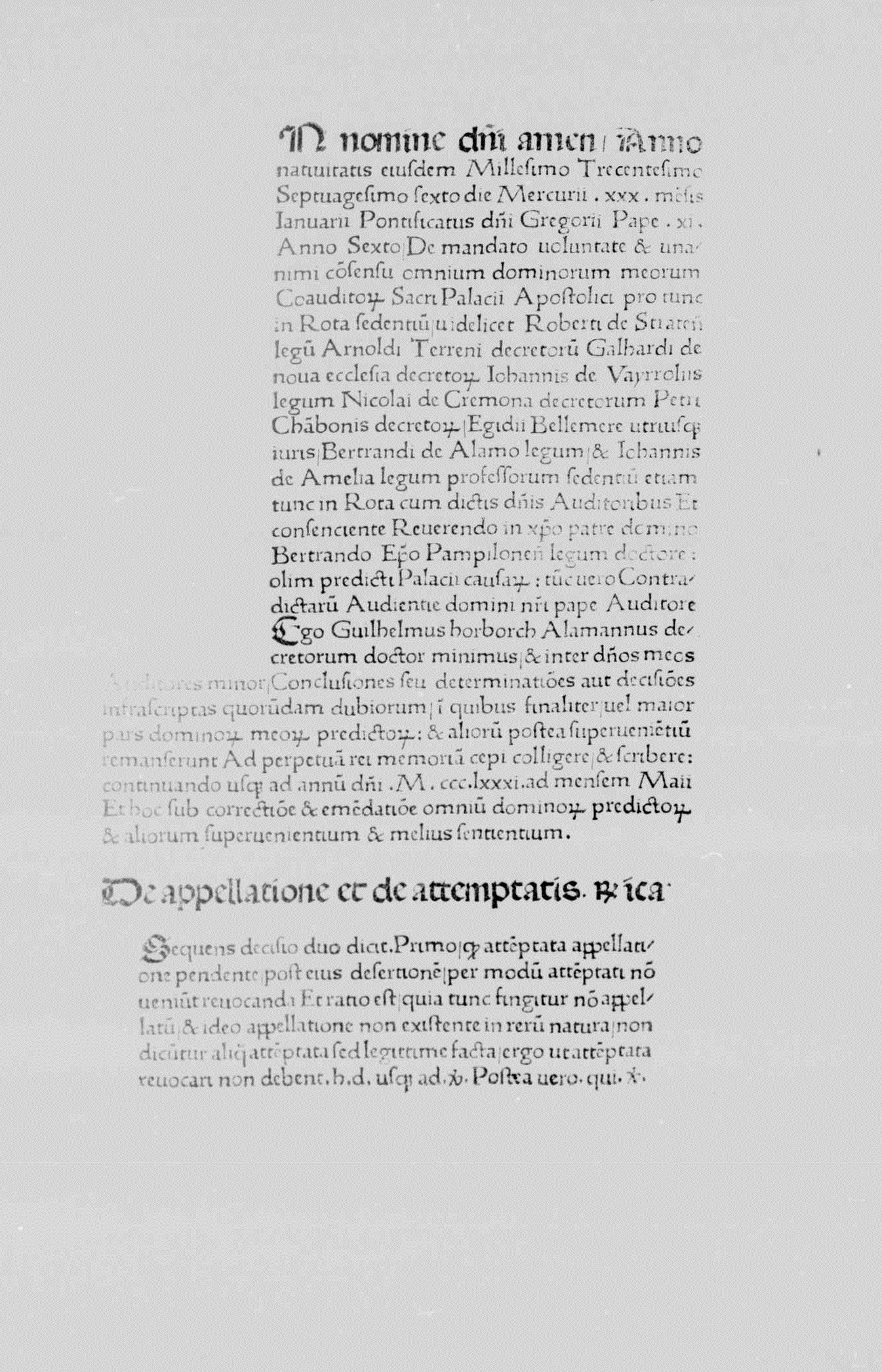
Decisiones Rotae Romanae, 1470

Die Vorfahren Wilhelm Horborchs waren Patrizier aus Hamburg. Sein Vater Johann und der Bruder Bertrammus Horborch gehörten dem Hamburger Rat an und fungierten dort als Bürgermeister. Wilhelm Horboch studierte die Freien Künste und Rechtswissenschaften in Paris. Papst Innozenz VI. berief ihn 1361 als Magister der Freien Künste und Baccalaureus des Kirchenrechts zum Kollektor in der Diözese Bremen und in der Diözese Verden. Zwei Jahre später übernahm er das Amt des Dompropstes im Hamburger Domkapitel und wechselte im selben Jahr auf die Stelle des Domdekans. Somit übernahm er bis 1367 die kirchliche Gerichtsbarkeit.
Kunsthistoriker vermuten, dass Horborch Meister Bertram bat, den 1383 vollendeten Grabower Altar für die Hamburger Sankt Petrikirche zu gestalten. Das Werk entstand während der Dienstzeit Bertrammus Horborchs als Hamburger Bürgermeister und möglicher Stifter des Altars. Von 1367 bis 1368 studierte Wilhelm Horborch Jura in Bologna, wo er zum Doktor des Kirchenrechts promoviert wurde. 1371/72 folgte er einem Ruf des Kaisers Karl IV. als Professor des Kirchenrechts an die von diesem 1348 gegründete Universität Prag. Papst Gregor XI. ernannte Horborch 1375/76 zum Auditor der Rota Romana mit Amtssitz zunächst in Avignon und anschließend bis Lebensende in Rom. 1379 wurde er zum Dompropst in Krakau berufen, übertrug die Amtsgeschäfte jedoch einem Vikar. Während der Zeit in Rom fasste er in chronologischer Reihenfolge Entscheidungen der Rota Romana zusammen. Die erste Sammlung „Decisiones antiquae“ umfasste die Jahre bis 1376, die zweite Decisiones novae die Jahre von 1376 bis 1381. Von diesen „Decisiones Rotae Romanae“ sind viele Handschriften und Drucke bekannt.